# Постулат
Постулат, лат. "postulatum" (від postulare — вимагати) — твердження чи положення, яке приймається в рамках певної наукової теорії за істину, хоча воно не може бути доведене в межах самої теорії та виступає в ній у ролі аксіоми.

## Етимологія
Те, що формулюється як постулат, може мати характер очевидної істини, правил, на основі яких будуть розвиватися подальші твердження (наприклад, теореми, які виводяться з аксіом), або мати релігійний, ідеологічний, філософський характер. Незважаючи на цю різноманітність, загальне визначення полягає в тому, що вкладено в етимології слова: постулюється, що означає бажати, щоб щось було прийнятим чи прагнутим.

## Постулат і аксіома
Постулат і аксіома часто вважаються синонімами. Наприклад, 5-ий постулат (про паралельність) в евклідовій геометрії в викладі Гільберта називається аксіомою паралельності. Сам Евклід називав постулатами ті твердження, які пов'язані з його предметом — геометрією, та інші логічні твердження, які приймаються без доказу. Наприклад, він називав аксіомами такі очевидні положення, як частина менша від цілого.

## Дивитись також
- Апріорі
- Аксіома
- Догма